# الونز، لات-ات-گارون
الونز، لات-ات-گارون (به فرانسوی: Allons, Lot-et-Garonne) یک کامین در فرانسه است که در Canton of Houeillès واقع شده‌است.

## خصوصیات
الونز ۷۶٫۳۳ کیلومترمربع مساحت و ۱۷۴ نفر جمعیت دارد و ۱۳۸ متر بالاتر از سطح دریا واقع شده‌است.